# Éternuement

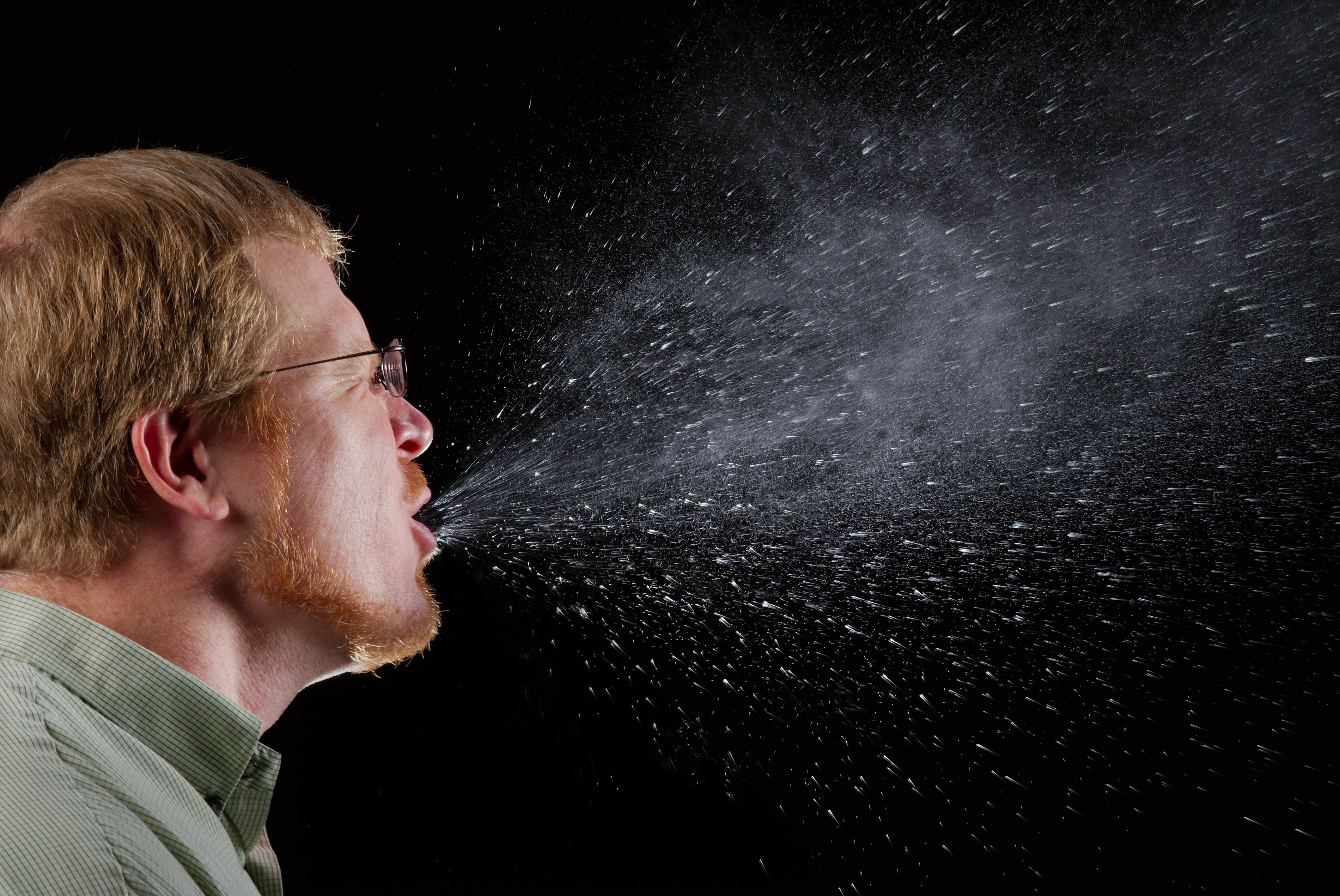
Expulsions de gouttelettes respiratoires lors d'un éternuement.

L'éternuement est une expiration brusque et bruyante, semi-autonome ou involontaire (réflexe au niveau cortical) par le nez et la bouche, provoquée par un mouvement subit et convulsif des muscles expirateurs (notamment les muscles intercostaux) en raison d'une irritation des muqueuses nasales ou de leur mise en contact avec un corps étranger.

## Définition

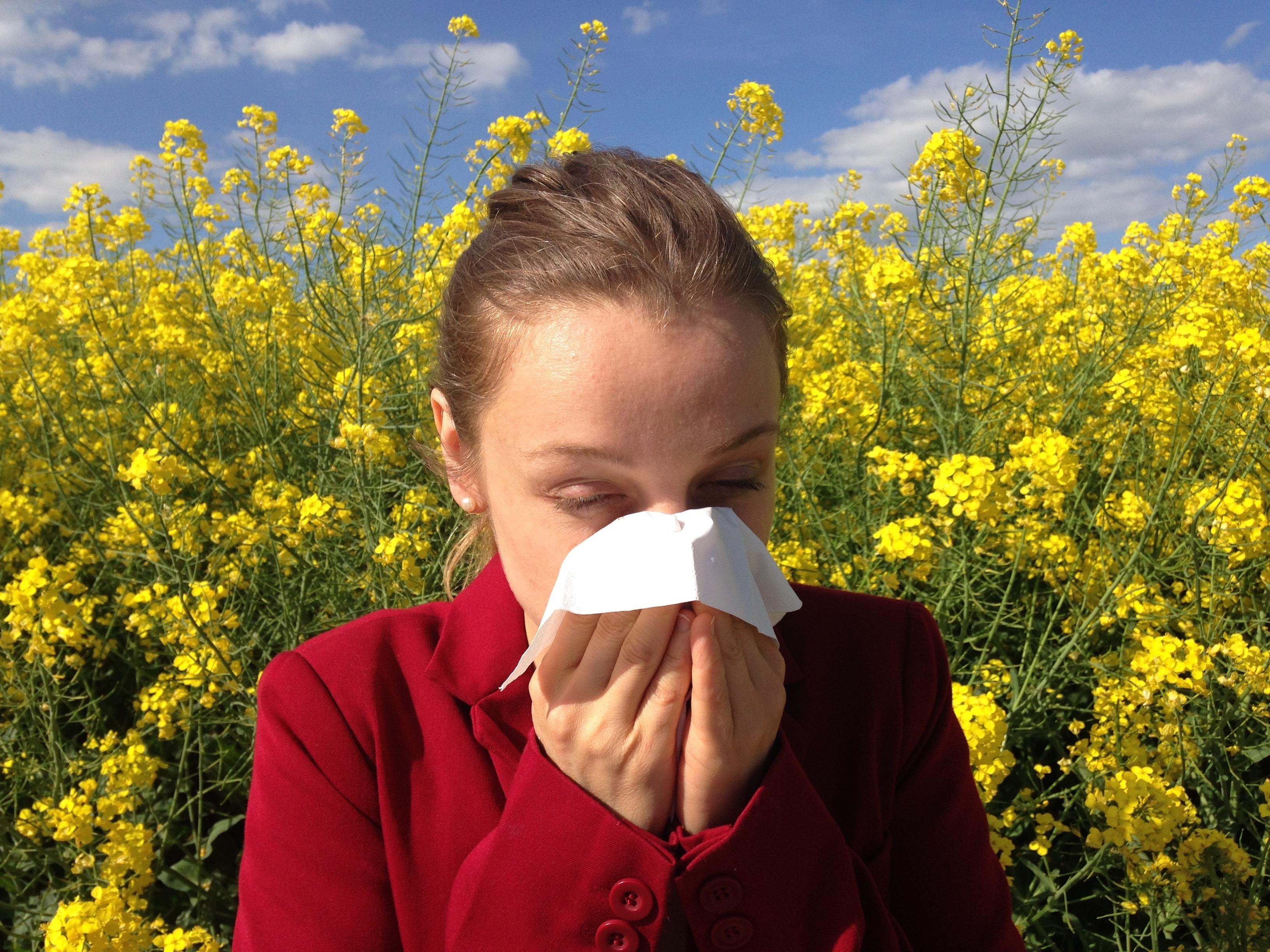
Une allergie à certains pollens (pollinose) est l'une des causes possibles de l'éternuement (rhume des foins par exemple).

Le site du dictionnaire Larousse définit l'éternuement comme une « expulsion brusque et brutale de l'air par le nez et la bouche, provoquée par une excitation de la muqueuse des voies respiratoires supérieures ». Le site du CNRTL reprend ces termes en précisant qu'il s'agit d'un « mouvement subit et convulsif des muscles respiratoires ».
L'éternuement correspond donc à un mécanisme de défense de l'organisme et permet à chaque individu qui éternue d’expulser du nez des particules, des agents irritants ou des microbes qui pourraient causer une infection. La sternutation en est le terme médical et désigne plus particulièrement une série d'éternuements à répétition. On qualifie de sternutatoire ce qui provoque l'éternuement. Certaines personnes ont tendance à éternuer en passant de l'ombre au soleil, ou quand elles regardent une source de lumière vive : on parle alors de réflexe photo-sternutatoire.
L'onomatopée française qui correspond à l'éternuement est « atchoum » (« achoo » en anglais, « hastschi » en allemand et « etciù » en italien.)

## Caractéristiques
Présenté comme un réflexe incontrôlable et brusque, l'éternuement concerne tout le monde, en tout lieu et à tout moment. La vitesse de l'expulsion des postillons (ou gouttelettes respiratoires) et autres corps depuis le nez et la bouche de la personne qui éternue a longtemps été estimée à une vitesse très rapide (supérieure à 350 km/h). En fait, cette vitesse est beaucoup plus basse, de l'ordre de 15,3 m/s, soit un maximum de 55 km/h.

## Causes
Généralement présentée comme une réaction normale de l'organisme, il existe plusieurs causes à l'éternuement, tel que le rhume (dit aussi rhume de cerveau, autrefois dénommé coryza) ou une rhinite allergique (dite aussi rhume des foins), plus rarement un état grippal mais lorsqu'elle est plus ou moins répétée, cette réaction peut être liée à un encombrement nasal (poussières), à la présence d'un élément allergène (pollen, poils d'animaux), à un parfum ou une odeur trop forte, à une polypose nasale, ou à la lumière de forte intensité (dénommé réflexe photo-sternutatoire, dont la cause probable serait une anomalie congénitale touchant les signaux nerveux dans le noyau du cinquième nerf crânien appelé nerf trijumeau).

## Mesures d'hygiène et comportements-barrière

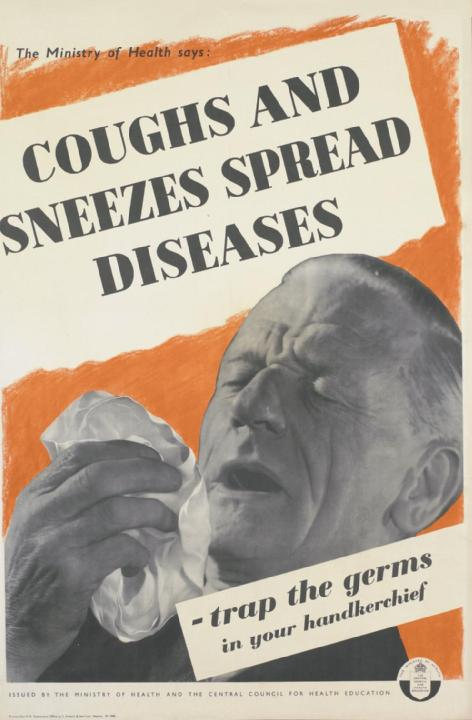
Éternuer dans un mouchoir est une mesure d'hygiène et un comportement-barrière.

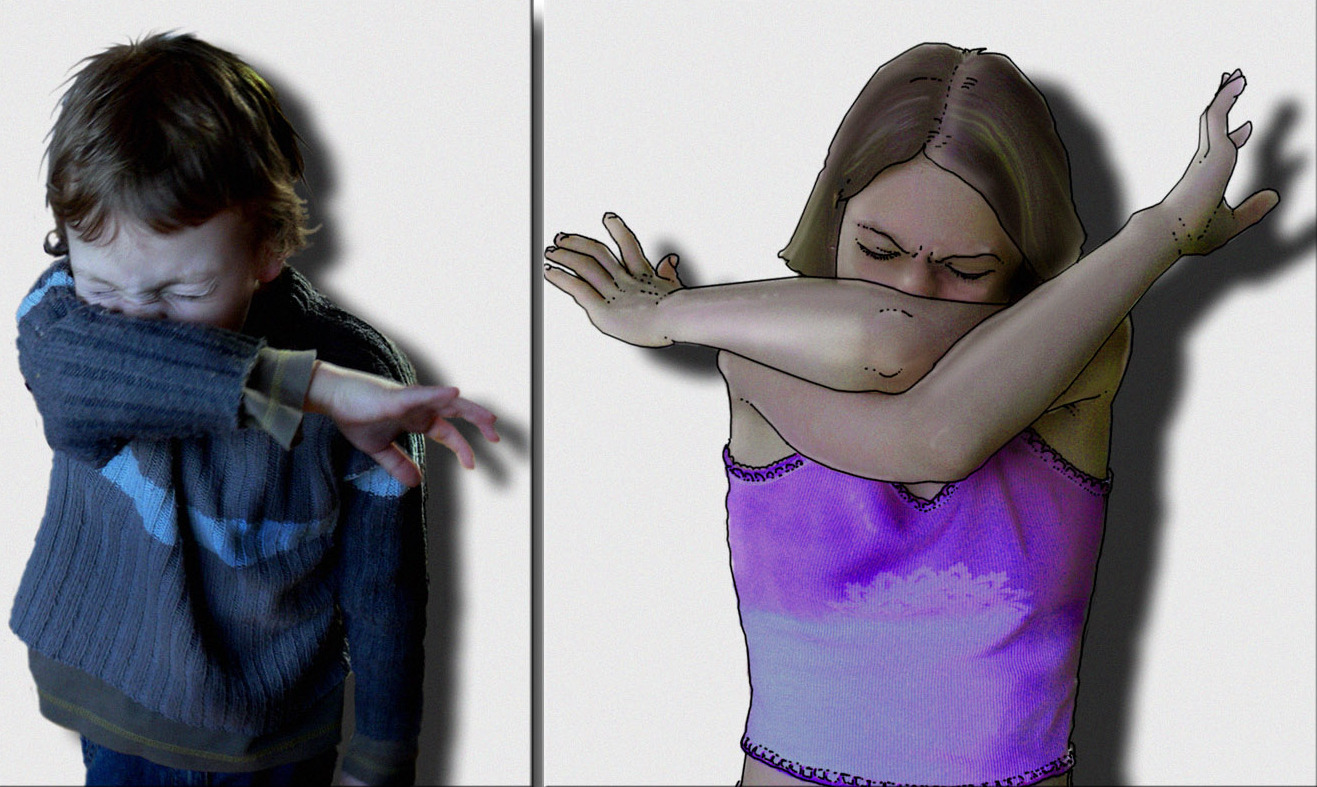
Éternuer dans un ou deux coudes est un moyen recommandé pour ne pas contaminer directement les autres et pour éviter d'asperger ses mains.

Inoffensif chez un individu en bonne santé, l'éternuement contribue à la propagation par la bouche et le nez de divers microbes aérotransportés via des gouttelettes infectieuses d'aérosol, notamment dans l'environnement et l'air intérieur. Un éternuement peut projeter environ 40 000 gouttelettes jusqu'à 1 m de distance (gouttelettes d'une taille variant généralement de 0,5 à 5 µm). Un allergique ou un malade enrhumé ou grippé peut éternuer des dizaines de fois par heure sans pouvoir se laver les mains à chaque toux ou éternuement.
Une pratique courante était de mettre la main devant la bouche quand on éternue ou tousse ; ce geste protège l'entourage immédiat des micro-gouttelettes chargées de virus ou bactéries, dans l'instant, mais ces microbes expulsés sont alors abondamment présents sur la peau des mains. La recommandation d'utiliser les mains à cette fin est récemment tombée en désuétude car inappropriée en termes d'hygiène : en effet les mains deviennent alors la principale source d'une contagion très efficace, via notamment les poignées de main, les poignées de portes, rampes d'escalier, la robinetterie...
Les microbes sont ensuite facilement dispersés sur divers objets (qui deviennent alors des fomites). 
Tant que possible, il est donc maintenant recommandé de se moucher dans des mouchoirs en papier jetables (puis les jeter dans une poubelle appropriée), et de toujours éviter de se contaminer les mains en toussant ou éternuant dans le creux du coude, le bras plié devant soi dans les deux coudes, les deux bras croisés devant soi, les mains disposées sur les côtés (en arrière ou contre les épaules), sans non plus trop empêcher l'expulsion de l'air. Depuis le début de la pandémie de Covid-19, de nombreux gouvernements et instances nationales ont publié des fascicules sur ce sujet.

## Remèdes populaires pour contrer l'éternuement
Ils sont nombreux ; en voici quelques-uns dont l'efficacité reste à démontrer.
- presser son palais avec sa langue sur la plus grande surface possible ;
- chatouiller son palais avec le bout de la langue ;
- fermer les yeux et poser ses doigts dessus ;
- serrer la racine du nez ;
- se pincer le nez en maintenant la bouche fermée. Toutefois, si l'éternuement se produit, il ne faut pas maintenir le nez pincé : via les trompes d'Eustache, la pression de l'air se propagerait vers l'oreille moyenne. Il y aurait alors risque de lésion de l'oreille moyenne ou de l'oreille interne, ainsi que d'apparition d'une douleur à ce niveau. Si la bouche s'ouvre à ce moment, les oreilles seraient alors relativement protégées, mais l'éternuement éjecte plus  de gouttelettes de salive et de mucus ;
- retenir sa respiration : pour éternuer, il faut pouvoir expirer de l'air, plutôt que de se pincer le nez ;
- avaler sa salive de façon répétée jusqu'à ce que la sensation d'éternuement disparaisse. Cette astuce fonctionne presque systématiquement ;
- poser perpendiculairement son doigt (index) sous son nez, comme pour le renifler, et appuyez plus ou moins fort vers la tête ;
- ou plus simplement, se « déconcentrer » de l'envie d'éternuer, en faire abstraction, contrôler et contenir ce réflexe, ce qui évite ainsi (lorsque l'on se trouve en compagnie ou dans un lieu silencieux par exemple) d'avoir à faire un quelconque mouvement d'esquive ou bruit ; évidemment la réussite de ce procédé est proportionnelle au contrôle moteur qu'il est possible d'avoir sur l'envie d'éternuer dès que celle-ci est ressentie ;
- incliner la tête arrête parfois un éternuement ;
- réduire l'interaction avec les irritants/allergènes ;
- expirer profondément l'air dans les poumons juste avant d'éternuer, réduit le volume d'air chassé ;
- et tout simplement, bien se moucher.

L'efficacité (relative) de ces méthodes reposerait sur différents moyens d'agir ou rétro-agir sur le système neurovégétatif (orthosympathique / parasympathique) impliqué dans le réflexe d'éternuement. Certaines personnes trouvent en outre agréable ou utile d'éternuer, et ne souhaitent pas s'en empêcher.

## Danger de se retenir d'éternuer
Plusieurs cas cliniques ont été rapportés dans la littérature médicale qui montrent qu’il peut être dangereux de réprimer un éternuement.
Plusieurs études ont par ailleurs montré que la pression est d’autant plus élevée que l’on cherche à résister à l’expulsion de l’air lors d’un effort d'éternuement. Empêcher un éternuement en obstruant les narines et en fermant la bouche peut multiplier la pression de 5 à 24 fois par rapport à un éternuement ordinaire.
Les complications sont variées, pouvant siéger au niveau intracrânien, intrathoracique, oculaire, ainsi qu’au niveau du larynx ou des oreilles. Elles peuvent également être vasculaires. Ont été décrits la survenue d'une thrombose veineuse cérébrale (variété d'AVC), fracture du cartilage thyroïde (rupture de la "pomme d'Adam"), emphysème orbitaire (pénétration d’air dans les tissus de l’orbite), présence d’air intracrânien (pneumocéphalie), présence d’air dans l’oreille interne (pneumolabyrinthe), chylothorax (par rupture du canal thoracique qui véhicule la lymphe), déchirure du diaphragme et les muscles intercostaux, dissection aortique (fissure de la paroi interne de l'aorte).

## Connaissance médicale ancienne
En 1664 le philosophe Martin Schoock (1614-1669) produit son De sternutatione copiosus qui traite à la fois de des aspects médicaux et culturels des éternuements ; en particulier des coutumes de bénédiction des éternuements. Cet ouvrage fait suite à un ouvrage du médecin et professeur de l'Université de Wittemberg, Conrad Victor Schneider (1614-1680) : dans son Osse cribriformi de 1655, puis dans son De catarrhis de 1660-62 et 1664, Schneider a démontré que le nez, comme on le croyait depuis Hippocrate et Galien, n'était pas l'émonctoire du cerveau (d'où l'expression de « rhume de cerveau »). Quelques anatomistes du seizième siècle avaient déjà réfuté l'opinion des anciens, suivant laquelle il existe, entre les ventricules du cerveau et le nez, une communication dont on s'était généralement servi pour expliquer le coryza ; Schneider démontre par l'anatomie que cette opinion est insoutenable. Schneider découvre la muqueuse naso-sinusienne (tunica narium) ; il place dans le sang la source du catarrhe ; sa substance est une éjection (ejectamentum) de la masse sanguine entière. En 1664, la révocation de cette théorie dite « catarrhale », si elle n'est pas entérinée par l'ensemble du corps médical, autorise déjà une modification de la théorie des éternuements, réalisée par le traité de Schoock. C'est un témoignage intéressant sur le changement d'opinion au contact de l'œuvre de Schneider : Le De sternutatione copiosus est commenté dans le premier numéro du Journal des savants de janvier 1665 ; le Journal annonce que le traité a déjà été publié 15 ans plus tôt (De sternutatione tractatus de 1649, œuvre disparue) et que l'auteur en 1664 a complètement changé d'opinion,. 
Le De sternutatione de 1649 ayant été perdu on ne peut que s'en faire une idée par un large extrait cité dans le De sternutatione copiosus de 1664. Y est exposé la théorie qui depuis Hippocrate prévalait pour expliquer les éternuements. On le voit le cerveau ne bénéficiait pas du statut d'organe protégé notamment derrière la barrière hémato-encéphalique. Les ventricules du cerveau servaient de décharge ou de cloaque pour la pituite, la partie excrémentielle des spiritus naturalis :
« Sternutatio est vehemens Cerebri motus cum sono, pendens ab expultrice cerebri et nasi, stimulata a flatuoso spiritu humoreque acri, sive sensibili, sive minus apparente, ad hoc institutus, ut anteriores cerebri ventriculi vellicante illa et stimulante materiae liberentur »
« L'éternuement est un mouvement violent et bruyant du cerveau, déclenché par la faculté expulsive du cerveau et du nez, lorsqu'ils sont piqués par un esprit gazeux et une humeur amère ; le but de l'éternuement est de libérer les ventricules antérieurs du cerveau de cette matière irritante. »
— traduction depuis l'anglais dans Ossa-Richardson 2013
Le texte de remplacement de la version de 1664 du De sternutatione montre que l'éternuement s'est déplacé vers la muqueuse nasale:
« Sternutamentum est materiae spirituoso-aqueae, collectae inter tunicam pituitariam, sive, per membranam narium, sive, ab intra extimulatam, valida expressio, clare sonans, quod per confectus eiusdem tunicae poros et anfractuosos narium meatus variis modis frangatur et collidatur, naturaliter ut plurimum variis animalibus, potissimum vero homini, accidens, ut molestia materiae vellicantis, tunicae illi inhaerentis, liberari possint. »
« L'éternuement est une puissante expulsion d'une matière gazeuse et aqueuse accumulée dans la tunique pituitaire lorsqu'elle est stimulée soit par la membrane du nez, soit de l'intérieur ; il fait un bruit fort car il est diversement frappé et brisé en passant à travers les pores de la tunique et les enroulements des narines, se produisant naturellement comme chez de nombreux animaux et surtout chez l'homme, afin que la matière irritante collée à cette tunique puisse être éliminée. »
— traduction depuis l'anglais dans Ossa-Richardson 2013
Comme chez Schoock, dans L'Encyclopédie, 1re édition, en 1751, l'éternuement est entièrement nasal et para ailleurs désacralisé

Chez Hippocrate, l'éternuement (πταρμόν), associé à l’idée d’évacuation spontanée des humeurs, une « purge du cerveau », était synonyme de rétablissement de la santé. Le monde grec antique a développé une sémiologie du corps humain dans laquelle les éternuements prennent une place particulière. Contrairement à la toux, Aristote attribue une origine divine aux éternuements. On essayait, rapporte Aristote, de ranimer les mourants en leur donnant un médicament qui les fasse éternuer ; et s' ils ne pouvaient, c'est qu'ils étaient perdus (Problèmes XXXIII, 9). Dans Les problèmes d'Aristote, la section. XXXIII. Du nez :

« Le pet est le vent qui sort du bas des intestins et le rot vient du ventre d'en haut tandis que l'éternuement vient de la tête. C'est parce que cette dernière région est la plus sacrée que nous vénérons comme sacré le vent qui en sort. »

Clément d’Alexandrie (150-215) cinq siècle plus tard limitera la portée de cet éternuement (comme du rôt) :

« […] Il ne faut ni cracher fréquemment, et avec effort, ni se moucher dans un festin, de peur de manquer d'égards envers les convives et d'exciter leur dégoût. Nous ne devons point mettre la crèche à côté du fumier, comme les ânes et les bœufs, ni cracher, moucher et manger à la fois. S'il arrive, par hasard, que l'on éternue ou que l'on rote, il le faut faire avec le moins de bruit possible, de manière à ne pas appeler l'attention même de ses voisins. C'est accuser la plus mauvaise éducation que d'agir autrement. Si l'on est contraint de roter, il le faut faire en ouvrant doucement la bouche, et non point comme des acteurs qui déclament sur un théâtre. Il faut retenir son haleine pour étouffer le bruit que l'on fait en éternuant, de sorte que les secousses de l'air étant arrêtées , on éternue sans que les autres s'en aperçoivent ; et l'air, en sortant de la bouche, n'est chargé d'aucun excrément. C'est une marque d'insolence et d'orgueil de vouloir éternuer avec éclat au lieu d'en diminuer le bruit. Ceux qui nettoient leurs dents ou quelque plaie sont insupportables à eux-mêmes et aux autres. Ce sont de véritables démangeaisons de brute que de se frotter les oreilles ou de s'exciter à éternuer. Il faut fuir soigneusement toutes ces turpitudes, et les discours honteux qu'elles font naître. Que la contenance soit grave et modeste, la tête droite et immobile, les mouvements du corps et les gestes dans le discours, sagement et prudemment réglés. En un mot, le repos, la paix, la tranquillité sont le propre du Chrétien »

### Sternutatoire

Exemple d'éternuement réflexe, induit par une prise de tabac dans le film L'Éternuement de Fred Ott. 1894.

Un sternutatoire est une substance ou un remède destinés à être introduits dans le nez, dont la vertu spéciale consiste à pouvoir produire l’éternuement. C'est un élément de la médecine humorale, qui concevait que le cerveau renferme le mucus, appelée pituite ou flegme, et qui s'évacuant en coulant, formait différents catarrhes, que l'on comprend généralement aujourd'hui comme une inflammation, soit des rhumes, des conjonctivites ; des bronchite et des entérites, etc., mais qui avait dans l'Antiquité jusqu'à la Renaissance une signification physiologique plus large. La dyscrasie des humeur. particulièrement la pituite, pouvait influer sur le caractère et le tempérament : on employait des sternutatoires pour purger le cerveau et rétablir la crase ; la crase (κρασία) galénique (de Claude Galien au IIe siècle qui pérennise le travail d'Hippocrate) servait à définir le tempérament justement équilibré. Hippocrate considérait comme évident que l'on puisse évacuer à volonté l'une des quatre humeurs constitutives de la nature de l'homme ; la pharmacopée hippocratique est dès lors très riche en remèdes purgatifs, diurétiques, vomitifs, expectorants, sternutatoires, etc.
Les sternutatoires ont par la suite trouvé un usage récréatif (particulièrement le tabac à priser), jusqu'à la Révolution française qui en a proscrit l'usage en société.
Comme le poil à gratter, la poudre à éternuer est un produit irritant les muqueuses nasales conçu pour diffuser rapidement dans l'air ambiant et provoquer l'éternuement des personnes qui le respirent, habituellement pour leur faire une farce.

### Dans la culture populaire
Il existe différentes traditions de bénédiction des éternuement qui dérivent partiellement de concept anatomiques et physiologiques issus de l'antiquité.

#### Tradition antique grecque et romaine
Chez les grecs anciens, qui voyaient facilement des présages dans le moindre événement, l'éternuement inexpliqué peut être perçu comme un signe des dieux.
Ainsi, dans le chant XVII de l'Odyssée, Homère écrit : « Elle parla ainsi, et Télémaque éternua très fortement, et toute la maison en retentit. Et Pénélope se mit à rire, et, aussitôt, elle dit à Eumée ces paroles ailées : — Va ! Appelle cet Étranger devant moi. Ne vois-tu pas que mon fils a éternué comme j’achevais de parler ? Que la mort de tous les Prétendants s’accomplisse ainsi, et que nul d’entre eux n’évite la mort ! ».
Durant l'époque romaine, l'expression d'usage était: « Que Jupiter te conserve », transformée par les chrétiens en « Que Dieu vous bénisse » car éternuer était de bon ou mauvais augure, selon les circonstances.

#### Tradition musulmane
Chez les musulmans, la personne qui éternue doit dire : « El Hamdouli'Allah ( "Louange à Dieu") », Si une personne l'a entendu dire cette phrase, il doit alors lui répondre : « Rahimaka Allah », qui signifie « Dieu te protège »,. Enfin, celui qui a éternué doit répondre « Yahdîkum Allah wa Yuslihu Bâlakum », qui signifie « que Dieu vous guide vers le bon chemin et dissipe vos soucis ».

#### Tradition occidentale
Selon le Dictionnaire historique de la langue française, l’expression « À vos souhaits », formule familière de politesse adressée à quelqu’un qui éternue. Cette tradition serait apparue en français vers 1835, mais elle serait cependant plus ancienne.
Pour les mêmes raisons, un anglophone va déclarer « God bless you » (Dieu vous bénisse) et un hispanophone va lancer « Jésus ».

### Idées reçues
Il serait impossible d'éternuer les yeux ouverts. En réalité, la science n'est pas aussi catégorique sur le sujet et il semble que ce réflexe puisse être contré par certaines personnes. Et contrairement à une autre idée reçue, ce reflexe ne vise pas à empêcher que les yeux soient éjectés de leur orbite sous l'effet de la pression, ce qui n'est pas possible, mais de protéger l'organisme de corps étrangers susceptibles d'entrer par les yeux.
De même, d'autres phénomènes, telles les flatulences, restent possibles lors d'un éternuement, contrairement à certaines idées reçues[réf. nécessaire].

## Dans le monde animal

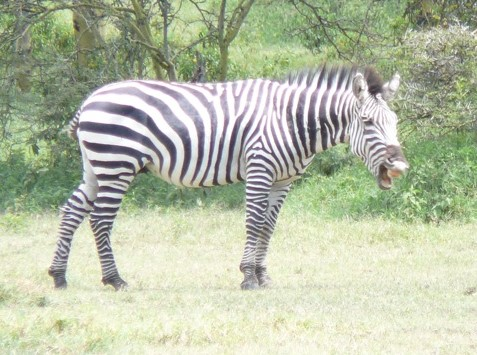
Zèbre éternuant.

Les éternuements ne sont pas limités aux humains ou même aux mammifères. De nombreux animaux, y compris des chats, chiens Poulets et iguanes. Les lycaons utilisent les éternuements comme forme de communication, en particulier lorsqu’ils envisagent un consensus dans une meute sur la chasse ou non.

### La coquille Saint-Jacques
On peut notamment observer chez la coquille Saint-Jacques, tout comme beaucoup d’invertébrés, l'action d'un bruit involontaire lorsqu'elle expulse les petites particules et divers excréments qui la gênent à l’intérieur de sa coquille et ne cherche pas à transmettre un message à ses congénères. Cette observation permet de définir cette action comme un éternuement. Les variations acoustiques de ce comportement permettent de définir la nature des éléments filtrés ; et ses enregistrements permettent de surveiller les changements environnementaux par des moyens non intrusifs,.

### Le Rhinopithèque de Stryker
Le Rhinopithèque de Stryker est surnommé le « singe qui éternue » : cela vient du fait qu'en temps de pluie, l'animal est beaucoup plus sensible à l'humidité en raison de l'absence de nez.

### L'éternuement inversé
L'éternuement inversé (ou « l'éternuement à l'envers », « rétroéternuement »), observés chez certains animaux domestiques et plus particulièrement chez le chien se présente sous la forme de crises impressionnantes, pendant lesquelles le chien inspire par le nez, la gueule fermée et cou tendu, avec un ronflement intense évoquant le grognement du cochon. L'origine de ce comportement est inconnu même si certains spécialistes évoquent la présence d’un corps étranger souvent d’origine végétale, une tumeur, polypes voire la présence de parasites au fond du pharynx.

## Dans les arts

### Littérature enfantine
- Monsieur Atchoum (Mister Sneeze) est un des personnages de la série de livres pour enfants britannique Monsieur Madame (Mr. Men en version originale), écrite et dessinée par Roger Hargreaves (1935-1988).

- Tchoum ! est un livre jeu pour enfants créé et illustré par Virginie Morgand et dans lequel chaque animal (ours, renard, etc.) se retrouve en situation en difficile à la suite d'un éternuement intempestif  (ISBN 9782352892236)[48].

### Bande dessinée

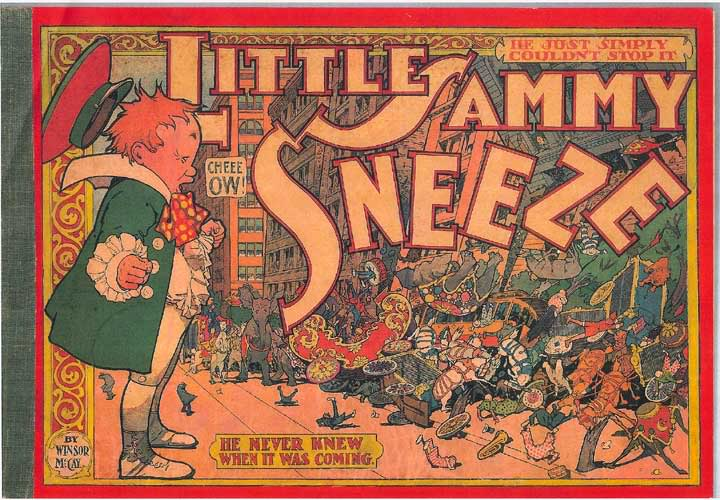
Couverture de l'album "Little Sammy Sneeze (1905)".

- Le petit Sammy éternue (anglais : Little Sammy Sneeze) est une bande dessinée humoristique américaine hebdomadaire de Winsor McCay publiée du 24 juillet 1904 au 9 décembre 1906 dans le New York Herald. dans laquelle chaque histoire montre un éternuement du jeune Sammy et les conséquences dévastatrices qui en découlent.

- Benoît Brisefer, héros de la série éponyme, créée en 1960 par le dessinateur belge Peyo, est un petit garçon d'une force surhumaine qu'il perd chaque fois qu'il est enrhumé, le début de cette affection étant généralement marqué par un éternuement[49].

### Cinéma
- L'Éternuement de Fred Ott (Edison Kinetoscopic Record of a Sneeze ou Fred Ott's Sneeze) est un film américain réalisé en 1894 par William K.L. Dickson, avec Fred Ott ne dure que quelques secondes. Il est considéré comme un des premiers films de l'histoire du cinéma enregistré par le procédé Edison, mais il est en fait le 19e film réalisé par ces studios[50].
- Atchoum  (anglais :Sneezy) est un des sept nains du dessin animé Blanche-Neige et les Sept Nains qui présente, comme son nom l'indique, la particularité d'éternuer tout le temps.
- Dans le film Les Pirates du métro (The Taking of Pelham One Two Three) est un film américain réalisé par Joseph Sargent sorti en 1974, le personnage de Monsieur Vert (joué par Martin Balsam) a la particularité d'éternuer assez souvent ce qui causera sa perte[51].
- Dans le film La Vengeance du serpent à plumes, réalisé par Gérard Oury et  sorti en 1984, Philippe Khorsand est un terroriste allergique aux forces de l'ordre qui éternue à chaque fois qu'un policier est dans les parages[52].

### Vidéographie
- (en-US) Corie Lok (2016) The snot-spattered experiments that show how far sneezes really spread ; Mathematician Lydia Bourouiba uses high-speed video to break down the anatomy of sneezes and coughs — and to understand infectious disease. Vidéo en ligne faite par le journal Nature ; 31 mai 2016, interview de Lydia Bourouiba (Massachusetts Institute of Technology), Cambridge.